# Johann Christian Lankes
Johann Christian Lankes (* 4. Dezember 1919 in München; † 22. Dezember 1997) war ein deutscher Diplomat und als Botschafter in mehreren Auslandsvertretungen der Bundesrepublik Deutschland akkreditiert.

## Leben
1962 war Lankes als Geschäftsträger der Regierung der Bundesrepublik Deutschland in Thailand und Laos mit Dienstsitz in Bangkok akkreditiert.
Anschließend war er im Oktober 1968 als Botschafter der Bundesrepublik Deutschland bei der Regierung von Ahmed Sékou Touré in Guinea akkreditiert worden. Lankes Handeln als Diplomat war darauf gerichtet, den Alleinvertretungsanspruch der Hallstein-Doktrin durchzusetzen und diplomatische Beziehungen der DDR mit Guinea zu verhindern. Mit dieser Zielsetzung wurde mit Guinea im Februar 1970 ein Kooperationsabkommen im Bereich Innere Sicherheit geschlossen. Die Firma Fritz Werner Werkzeugmaschinen erbaute eine Gerberei und eine Uniform- und Schuhfabrik in Conakry.
Diese Zusammenarbeit stand in Konflikt mit der bisherigen Politik der Bundesregierungen, die mit Waffenlieferungen über Samuel Cummings den portugiesischen Kolonialkrieg unterstützten, während das Regime von Sékou Touré den antikolonialen Befreiungsbewegung Partido Africano da Independência da Guiné e Cabo Verde unterstützte, welche die portugiesische Herrschaft im benachbarten Guinea-Bissau bekämpfte. Als Polizeiführer vorgesehene Guineer wurden in der Bundesrepublik Deutschland fortgebildet, wo sie teilweise Anträge auf Asyl stellten. Guineische Oppositionelle äußerten sich kritisch zum Regime Tourés in der deutschen Öffentlichkeit, ohne dass dieses von deutscher Seite unterbunden wurde. Die Aktivitäten der Diplomaten der Bundesrepublik fokussierten sich auf eine Ver- und Behinderung diplomatischer Aktivitäten der DDR in Guinea und gingen nicht darüber hinaus. Guineische Kooperationsbitten wurden abgelehnt, wenn keine unmittelbare Gefahr bestand, dass die DDR in Konkurrenz ein solches Projekt übernehmen könnte. Der Konflikt reifte zur Krise, als im November 1970 mit der Operation Mar Verde Sékou Touré bei einem Kommandounternehmen ermordet werden sollte. Nach dem Scheitern des Angriffes wurden der deutsche Brauereidirektor Adolf Marx und der Leiter eines CJD-Projektes in Kankan, Herman Seibold verhaftet, Seibold starb unter der Folter im Camp Boiro in Conakry, offiziell beging er Selbstmord. Der örtliche Leiter der Fritz Werner-Niederlassung, Graf Ture Ulf von Tiesenhausen, wurde aufgrund einer Verwechslung seines Wagens mit dem Amilcar Cabrals von den Angreifern erschossen, ebenso wurde ein Diplomat der Deutschen Demokratischen Republik getötet.
Mit einem Brief vom 21. Dezember 1970 forderte die Regierung von Sékou Touré Gustav Heinemann auf, Lankes abzuberufen, da dieser nicht ihr Vertrauen genösse. Des Weiteren wies die Regierung von Guinea etwa 100 weitere Bürger der Bundesrepublik Deutschland aus, darunter sechs technische Instrukteure der Bundeswehr. Die diplomatischen Beziehungen zwischen Guinea und der Bundesrepublik wurden seitens Guineas abgebrochen.
Lankes legte am 18. Oktober 1975 sein Akkreditierungsschreiben bei der Regierung von Mikael Imru in Addis Abeba vor. Ab 1976 war er auch in Beirut akkreditiert. Äthiopien befand sich Ende 1978 mit dem Nachbarstaat Somalia im Ogadenkrieg. Im Rahmen der „Operation Feuerzauber“ Mitte Oktober 1977 hatte Hans-Jürgen Wischnewski für die Zustimmung der Regierung Siad Barre in Mogadischu für den Einsatz der GSG 9 der Bundespolizei auf ihrem Staatsgebiet weitreichende Zusagen gemacht. Am 1. Januar 1978 traf Barre Helmut Schmidt in Ägypten. Am 12. Januar 1978 hatte Staatssekretär Udo Kollatz aus dem Bundesministerium für wirtschaftliche Zusammenarbeit und Entwicklung von Marie Schlei mit dem somalischen Botschafter einen Kreditvertrag über 11,8 Millionen US-Dollar, zur freien Verwendung, unterzeichnet. Bei solchen Kreditverträgen zuweilen enthaltene Klauseln, dass die Devisen nicht „für Luxusgüter oder militärische Ausrüstungen“ zu verwenden seien oder ein Produktkatalog deutscher Hersteller, aus dem zu wählen sei, war in diesem Vertrag nicht enthalten. Die Regierung von Barre erwarb mit den Devisen von der Regierung von Anwar as-Sadat T-54. Mitte Januar 1978 wies die Regierung von Mengistu Haile Mariam den bundesdeutschen Militärattaché Detlef Münchow aus Äthiopien aus. Klaus Kinkel, Leiter des Planungsstabes des Auswärtigen Amtes reiste im Januar 1978 nach Addis Abbeba. Lankes wurde zur Persona non grata erklärt, sein Laissez passer für Äthiopien galt ab dem 23. Januar 1978 für 24 Stunden, innerhalb derer Harald Busse Geschäftsträger wurde.
Am 12. Februar 1982 wurde Lankes Akkreditierungsbrief von der Regierung von Thailand angenommen.
Von 1987 bis 1997 war Botschafter a. D. Hans Christian Lankes Vorsitzender der Deutsch-Thailändischen Gesellschaft.

## Ehrungen
- 1983: Großes Verdienstkreuz der Bundesrepublik Deutschland